# Morton and Hanthorpe
Morton and Hanthorpe is een civil parish in het bestuurlijke gebied South Kesteven, in het Engelse graafschap Lincolnshire.